# I Am Weasel
I Am Weasel (Brasil: Eu Sou o Máximo / Portugal: Eu Sou o Weasel) é uma série de desenho animado estadunidense que foi produzida pela Hanna-Barbera e pelo Cartoon Network Studios, estúdio de produções do canal de televisão por assinatura Cartoon Network, e criada pelo animador David Feiss, o mesmo criador da também série de desenho animado A Vaca e o Frango.
Inicialmente, Eu Sou o Máximo foi uma subsérie da também série de desenho animado A Vaca e o Frango, tendo tido seus episódios como segmentos dos episódios dessa série. Os episódios de Eu Sou o Máximo eram encaixados em um esquema de três episódios, onde dois episódios de A Vaca e o Frango eram primeiramente exibidos e logo após eram seguidos de um episódio de Eu Sou o Máximo. As quatro primeiras temporadas de Eu Sou o Máximo estrearam através desse esquema. Após o término das produções de A Vaca e o Frango, as quatro primeiras temporadas de Eu Sou o Máximo separaram-se de A Vaca e o Frango e juntas formaram uma série de desenho animado independente. Após a separação, Eu Sou o Máximo ganhou uma 5ª temporada. Assim, Eu Sou o Máximo deixou de ser subsérie passou a ser série.
Na época em que a série foi produzida, o estúdio do Cartoon Network Studios era pertencente à Hanna-Barbera, mas já encarregado de produzir séries para o canal. Com isso, Eu Sou o Máximo e outros Cartoon Cartoons da época foram produzidos pelo Cartoon Network no estúdio da Hanna-Barbera, por isso, pode-se considerar que foram produzidos através de uma coprodução entre ambos.
O tema musical teve sua letra escrita por Richard Pursel e cantada por April March, e sua melodia composta por Bill Fulton. O tema foi baseado na popular cantiga de roda em língua inglesa Pop Goes the Weasel.

## Sinopse

Os personagens principais da série: Babão (à esquerda) e Máximo (à direita).

O desenho não conta uma história muito bem fixa, pois a cada episódio os personagens aparecem exercendo um papel diferente, são mostrados tendo um emprego diferente e a história se passa em um lugar totalmente diferente em relação ao episódio anterior. Os personagens que protagonizam a história são uma doninha chamada Máximo e seu amigo babuíno chamado Babão. Máximo é uma doninha muito inteligente que sempre faz benefícios às pessoas, dependendo da profissão que ele esteja exercendo no episódio. Por causa disso, ele é aclamado e respeitado por todos ao seu redor. Por essa mesma razão, Babão, apesar de ser o melhor amigo de Máximo, tem muita inveja do sucesso dele, principalmente pelo jeito como ele é tratado pelas pessoas. Babão sempre tenta superar o sucesso de Máximo tentando fazer as coisas melhor do que ele, mas como Babão sempre faz tudo de qualquer jeito sem nenhum cuidado, ele acaba sendo odiado pelas pessoas que sempre ficam rindo de seu traseiro, o que o deixa tão irritado que faz com que tenha ataques de histeria. Como Máximo é praticamente o único amigo de Babão, é também o único que tem pena dele por este não receber o mesmo tratamento das pessoas. Bum Defora, que é o mesmo personagem que aparece em A Vaca e o Frango, também aparece em vários episódios de Eu Sou o Máximo, sempre com uma identidade diferente. Suas aparições, na maioria das vezes, são para poder pegar o Máximo ou o Babão infringindo a lei, para depois prendê-los por isso. Mas o Máximo sempre arranja uma solução para qualquer problema, não importa a dificuldade.

## Personagens
Constam nesta lista apenas personagens que aparecem em pelo menos mais de um episódio.

### Máximo / Weasel

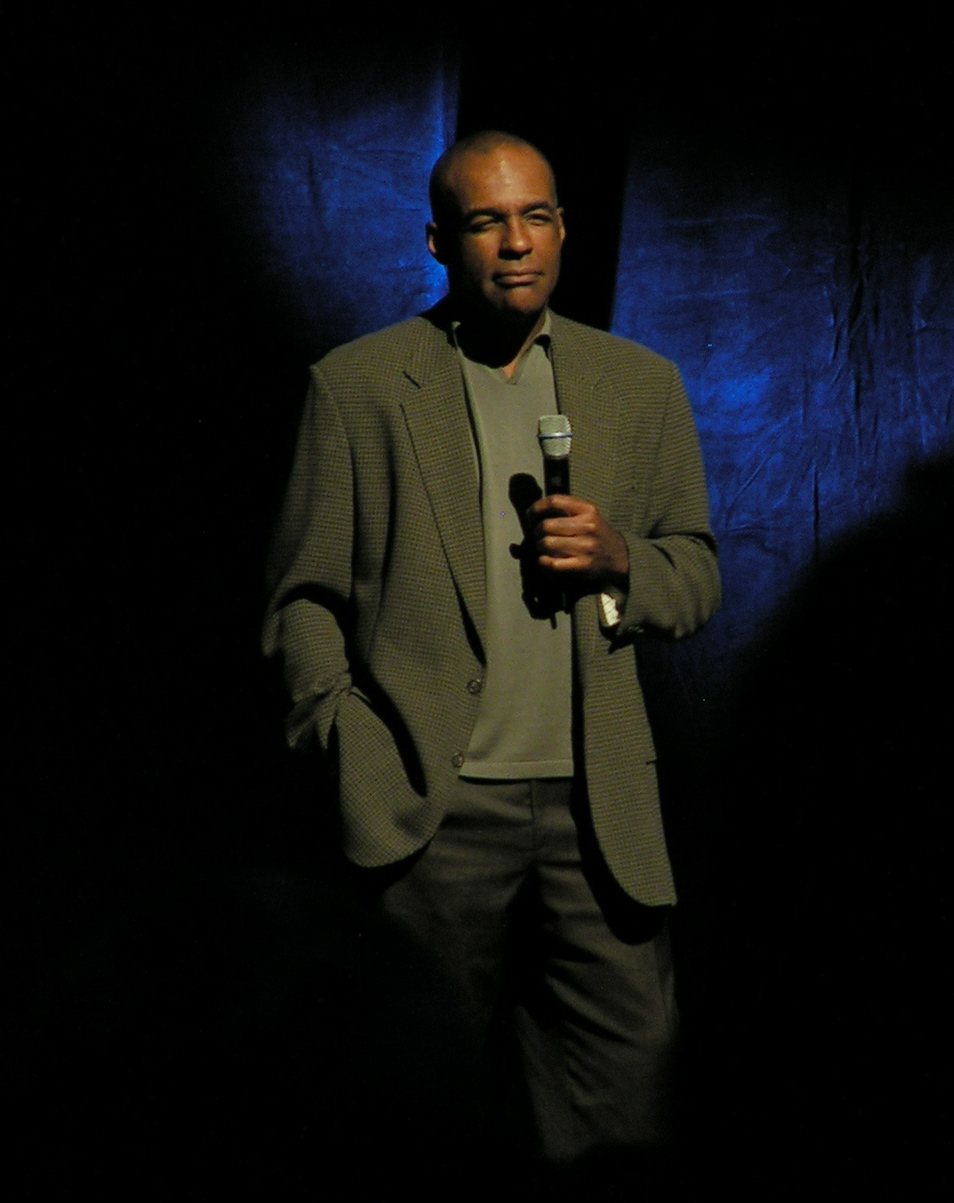
Michael Dorn foi quem fez a voz original de Máximo em todos os episódios da série.

Chamado de "Possante" nos primeiros episódios da primeira temporada na dublagem brasileira. É uma doninha extremamente inteligente, e hábil na maioria das coisas, desde engenharia eletrônica a medicina e filosofia. Ele é muito charmoso e bem versátil. Utiliza suas habilidades para dar e fazer benefícios às pessoas. Sempre que algum benefício é feito por ele, as pessoas comemoram fazendo-lhe uma homenagem pelos seus bons atos. Normalmente é o único personagem bem sucedido em um determinado episódio. Sempre encontra soluções criativas para sair de grandes problemas. Ele é o dono de um dos principais bordões da série: sempre que vai ajudar alguém que precise de seu auxílio, ele diz: "Eu Sou o Máximo!". Inclusive, durante a abertura do desenho, ele aparece dizendo esse mesmo bordão várias vezes seguidas. Há dois episódios da série onde é mencionado que Máximo é casado. No episódio "Honey, I.R. Home" ele aparece tendo uma esposa humana com dois filhos metade humanos, metade doninhas. Mas no final do episódio "I Am Hairstylist" ele diz que é casado com a irmã do Babão. Nos demais episódios não é mencionado mais nada sobre isso, mesmo porque cada um dos episódios da série conta uma história diferente com cada um dos personagens desempenhando um papel diferente.

### Babão / Baboon
É um babuíno desajeitado que sempre faz tudo de qualquer jeito, sem ter o mínimo cuidado. Ele sempre possui usos incorretos de gramática, escrevendo diversas palavras erradas. Usa uma camisa branca onde está escrito I.R. virado de cabeça para baixo, que se refere a I.R. Baboon, o nome original do personagem. Ele é frequentemente mostrado a fazer o contrário do que seria considerado razoável e, às vezes, exibe comportamento obsessivo e compulsivo. Máximo é seu único melhor amigo, mesmo assim, Babão tem muita inveja do sucesso dele. Como Babão não faz nada certo, sem ter nenhum cuidado, seus atos, na maioria das vezes, magoam as pessoas, que por sua vez acabam odiando ele e sempre ficam rindo de seu traseiro, o que o deixa tão bravo que faz com que ele tenha ataques de histeria.

### Bum Defora / Red Guy
É o mesmo diabo vermelho que aparece no desenho A Vaca e o Frango. Assume uma identidade diferente em cada um dos episódios que aparece. Suas aparições são, na maioria das vezes, para meter o Máximo e o Babão em alguma enrascada. Bum Defora começa a aparecer nos episódios da série somente a partir da 2ª temporada.

### Personagens secundários e terciários

#### Loulabelle
É a assistente de Máximo em vários episódios. Geralmente aparece vestida de enfermeira. Apenas no episódio "Time Weasel", sua última aparição na série, Loulabelle aparece vestida de ajudante de laboratório.

#### Jolly Roger

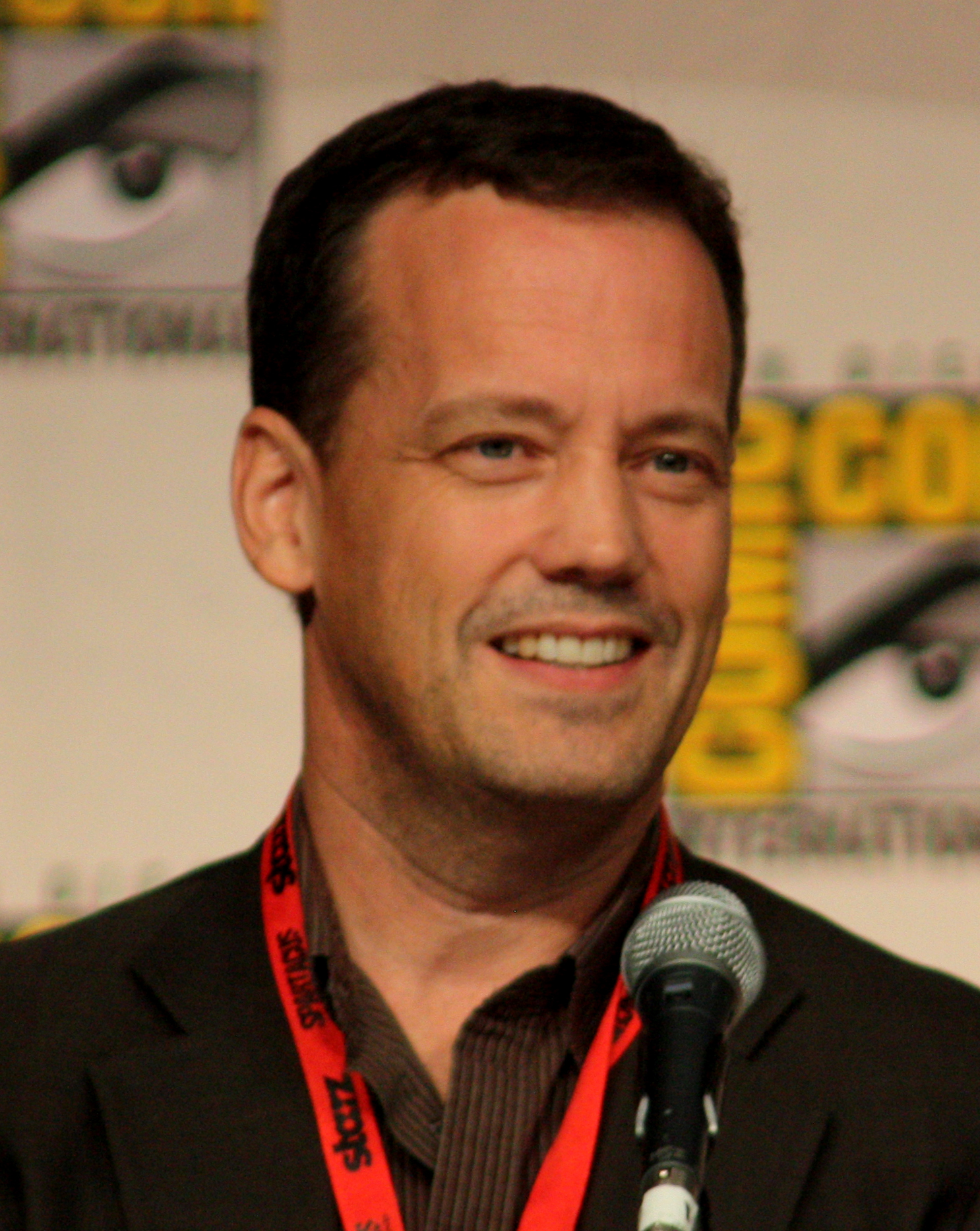
Dee Bradley Baker foi quem fez a voz original de Jolly Roger em todas as aparições do personagem.

É um personagem que aparece em alguns episódios do desenho. Usa óculos e um chapéu de marinheiro, e veste um smoking com um short que são muito pequenos para seu tamanho. Seu nome provavelmente é uma referência ao nome dado às bandeiras piratas, principalmente porque em um episódio de A Vaca e o Frango, em que a vaca e o frango são piratas, ele aparece pendurado no mastro do navio, justamente onde deveria estar a bandeira pirata.

#### Almirante Bala / Almirante Bullets
Um almirante da marinha que de vez em quando precisa de Máximo para realizar certos serviços. Por ser muito baixo, está quase sempre em pé sobre um banco para ficar mais alto. Aparece em alguns episódios das duas primeiras temporadas.

#### Personagens de A Vaca e o Frango / Cow e Chicken
Ao longo da série, além de Bum Defora, outros personagens do universo de A Vaca e o Frango aparecem em vários episódios como personagens secundários na história do episódio ou como figurantes. Entre os mais notórios estão: Vaca, Frango, Pai, Mãe, Flem, Earl e a Professora.

## Episódios
A série possui um total de 79 episódios produzidos entre 1996 e 1999 e distribuídos em 5 temporadas. O desenho estreou nos Estados Unidos em 15 de julho de 1997, com a exibição do episódio 11, "Law of Gravity" ("Lei da Gravidade"), ainda como uma subsérie de A Vaca e o Frango, mantendo-se nesse formato durante as quatro primeiras temporadas. Em 1999, Eu Sou o Máximo foi separado de A Vaca e o Frango, estreando como série independente em 10 de junho de 1999. Todos os 52 episódios das quatro primeiras temporadas passaram a ser exibidos nessa nova série, sendo posteriormente acompanhados por uma quinta temporada com 27 novos episódios, totalizando os 79 episódios que o desenho possui. A série encerrou sua estreia de episódios em 2000.

## Exibição

O logotipo original do Cartoon Network, o qual era utilizado na época em que Eu Sou o Máximo foi produzido.

### Nos Estados Unidos
Nos Estados Unidos a série foi exibida pelo Cartoon Network entre 1997 e 2005, e é exibida pelo Boomerang desde 2007.
- Cartoon Network (1997–2006)
- Boomerang (2007–presente)

1997–2004
No Cartoon Network, foi exibida como subsérie de A Vaca e o Frango entre 1997 e 1999, e após separar-se de A Vaca e o Frango, passou a ser exibida em seu próprio horário como série de televisão entre 1999 e 2003. Também foi exibida pelos blocos de programação "Cartoon Cartoon Fridays" entre 1999 e 2004 e "The Cartoon Cartoon Show" entre 2001 e 2005.
2004–2005
A partir de 2004, com a grande mudança que o Cartoon Network sofreu em sua programação, a série passou a ser exibida apenas nos blocos "Cartoon Cartoon Fridays" e "The Cartoon Cartoon Show". Em 2005, o bloco "Cartoon Cartoon Fridays" sofreu alterações em seu formato de exibição e passou a chamar-se apenas "Fridays", assim a série deixou de ser exibida nele e passou a ser exibida apenas no bloco The Cartoon Cartoon Show" até o fim deste no final de 2005, o que fez com que a série deixasse de ser exibida no canal.
2007–presente
Em 2007 a série passou a fazer parte da programação do Boomerang, canal irmão do Cartoon Network que exibe desenhos animados das décadas de 1930 a 1990, onde é exibida desde então.

### No Brasil
No Brasil, a série é exibida pelo Cartoon Network e pelo Tooncast e já foi exibida pela Rede Record e pelo SBT.
- Cartoon Network (1998–2005, 2007–presente)
- Rede Record (final da década de 1990)
- SBT (início da década de 2000)
- Tooncast (2008–presente)

1998–2005
No Cartoon Network foi exibida como subsérie de A Vaca e o Frango entre 1998 e 1999, e após separar-se de A Vaca e o Frango, passou a ser exibida em seu próprio horário como série de televisão entre 1999 e 2003. Também foi exibida pelo programa "Cartoon Cartoons" entre 2000 e 2004. Em 2005, devido à grande mudança que o Cartoon Network sofreu em sua programação, a série deixou de ser exibida no canal.
2007–presente
Em 2007, a série voltou a ser exibida no canal em seu próprio horário de exibição. Algum tempo depois, foi transferida para o bloco de programação "Cartoon Cartoons" quando este voltou a ser exibido no canal. Em 2008 o bloco "Cartoon Cartoons" passou a chamar-se "Cartoon Zaum", onde Eu Sou o Máximo é atualmente exibido junto com outros Cartoon Cartoons, tais como O Laboratório de Dexter, Johnny Bravo, As Meninas Superpoderosas, Coragem, o Cão Covarde, entre outros.
No Tooncast, a série é exibida desde 6 de dezembro de 2008.

### Em Portugal
Em Portugal, a série foi exibida pelo Cartoon Network Europa.  Foi também exibida pelo mesmo canal na época em que este estava iniciando as suas atividades no país, e pela TVI.

### Em outros países
O Cartoon Network é exibido em 98 países, por isso Eu Sou o Máximo também já foi exibido nesses 98 países além de também ter sido exibido em países que não possuem Cartoon Network, mas onde a série já foi exibida em outros canais.
A seguir encontra-se uma lista mostrando o título da série em 49 países:
| Título da série em outros países |                                        |
| --- | -------------------------------------- |
| \| País(es) \| Título \| \| ----------------------------------------------------------------------- \| -------------------------------------- \| \| Estados Unidos, Canadá, Reino Unido, Irlanda, Austrália e Nova Zelândia \| I Am Weasel \| \| Brasil \| Eu Sou o Máximo \| \| Portugal \| Eu Sou o Weasel \| \| América Hispânica \| Soy la Comadreja \| \| Alemanha, Áustria e Liechtenstein \| Ich bin Wiesel \| \| Bulgária \| Аз съм невестулка \| \| Croácia \| Ja sam Lasica \| \| Dinamarca \| Jeg er Væsel \| \| Espanha \| Mandril y Comadreja \| \| Estónia \| Mina olen Nirk \| \| Finlândia \| Olen Näätä \| \| França \| Monsieur Belette \| \| Itália \| Io Sono Donato Fidato \| \| Letônia \| Es esmu Zebiekste \| \| Lituânia \| Aš - Žebenkštis \| \| Noruega \| E.G. Vesel \| \| Países Baixos \| Ik ben Wezel \| \| Polónia \| Jam Łasica (se pronuncia, Iam Uachita) \| \| Roménia \| Eu Sunt Nevastuică \| \| Rússia \| Я - хорёк (se pronuncia, Ya - horjock) \| \| Sérvia \| Ја сам ласица \| \| Tailândia \| ข้าคือวีเซิล \| \| China e Taiwan \| 黄鼠狼威索 \| |                                        |
| País(es) | Título                                 |
| Estados Unidos, Canadá, Reino Unido, Irlanda, Austrália e Nova Zelândia | I Am Weasel                            |
| Brasil | Eu Sou o Máximo                        |
| Portugal | Eu Sou o Weasel                        |
| América Hispânica | Soy la Comadreja                       |
| Alemanha, Áustria e Liechtenstein | Ich bin Wiesel                         |
| Bulgária | Аз съм невестулка                      |
| Croácia | Ja sam Lasica                          |
| Dinamarca | Jeg er Væsel                           |
| Espanha | Mandril y Comadreja                    |
| Estónia | Mina olen Nirk                         |
| Finlândia | Olen Näätä                             |
| França | Monsieur Belette                       |
| Itália | Io Sono Donato Fidato                  |
| Letônia | Es esmu Zebiekste                      |
| Lituânia | Aš - Žebenkštis                        |
| Noruega | E.G. Vesel                             |
| Países Baixos | Ik ben Wezel                           |
| Polónia | Jam Łasica (se pronuncia, Iam Uachita) |
| Roménia | Eu Sunt Nevastuică                     |
| Rússia | Я - хорёк (se pronuncia, Ya - horjock) |
| Sérvia | Ја сам ласица                          |
| Tailândia | ข้าคือวีเซิล                               |
| China e Taiwan | 黄鼠狼威索                             |

## Lançamentos em DVD

### Região 1
Alguns episódios da série foram lançados em DVDs especiais de comemoração ao natal e ao halloween que foram produzidos e lançados pelo Cartoon Network em 2004 e 2005 e distribuídos pela Warner Home Video.
| Título do DVD                                        | Episódios incluídos              | País de origem | Data de lançamento   |
| ---------------------------------------------------- | -------------------------------- | -------------- | -------------------- |
| Cartoon Network Halloween: 9 Creepy Cartoon Capers   | I Am Vampire                     | Estados Unidos | 10 de agosto de 2004 |
| Cartoon Network Christmas: Yuletide Follies          | I.R.'s First Bike Dessert Island | Estados Unidos | 5 de outubro de 2004 |
| Cartoon Network Halloween 2: Grossest Halloween Ever | Power of Odor                    | Estados Unidos | 9 de agosto de 2005  |
| Cartoon Network Christmas 2: Christmas Rocks         | Happy Baboon Holidays            | Estados Unidos | 4 de outubro de 2005 |

### Região 3
Desde dezembro de 2009 as temporadas da série estão sendo lançadas em DVD na Tailândia.
| Título do DVD                             | Conteúdo              | País de origem | Data de lançamento     |
| ----------------------------------------- | --------------------- | -------------- | ---------------------- |
| I Am Weasel - Season 1 / ข้าคือวีเซิล - ภาค 1 | 1ª temporada completa | Tailândia      | 23 de dezembro de 2009 |
| I Am Weasel - Season 2 / ข้าคือวีเซิล - ภาค 2 | 2ª temporada completa | Tailândia      | Ainda não confirmada   |

### Região 4
Na Austrália, desde julho de 2011 as temporadas da série estão sendo lançadas em DVD. O primeiro lançamento, chamado "I Am Weasel - Collection 1", traz dois discos, e foi lançado em 6 de julho de 2011, distribuído pela companhia australiana Madman Entertainment. O mesmo lançamento também foi lançado na Nova Zelândia em 11 de agosto de 2011.
| Título do DVD              | País de origem | Data de lançamento   |
| -------------------------- | -------------- | -------------------- |
| I Am Weasel - Collection 1 | Austrália      | 6 de julho de 2011   |
| I Am Weasel - Collection 1 | Nova Zelândia  | 11 de agosto de 2011 |

## Elencos de vozes
| Personagem                         | Voz original                    | Dublagem brasileira                                 | Dobragem portuguesa |
| ---------------------------------- | ------------------------------- | --------------------------------------------------- | ------------------- |
| Máximo / Weasel                    | Michael Dorn                    | Dário de Castro                                     | Peter Michael       |
| Babão / Baboon                     | Charlie Adler                   | Guilherme Briggs                                    | Desconhecido        |
| Bum Defora / Red Guy               | Charlie Adler                   | Jorge Vasconcelos                                   | Carlos Macedo       |
| Loulabelle                         | Susanne Blakeslee Teresa Ganzel | Desconhecida                                        | Helena Montez       |
| Jolly Roger                        | Dee Bradley Baker               | José Leonardo André Belizar Mauro Ramos Jorge Lucas | Desconhecido        |
| Almirante Bala / Almirante Bullets | Jess Harnell Michael Gough      | Desconhecido                                        | Desconhecido        |
| Estúdio                            | Hanna-Barbera                   | Cinevídeo                                           | Nacional Filmes     |